# Оріолс-парк на Камден-ярдс
Оріолі-парк на Кемден-Ярдс (англ. Oriole Park at Camden Yards) або просто «Кемден-Ярдс» — бейсбольний стадіон, що розташований в місті Балтіморі (штат Меріленд, США). 

## Будівництво стадіону
На стадіоні «Кемден-Ярдс» грає клуб Головної ліги бейсболу «Балтимор Оріолс». Це перший серед стадіонів вищої ліги, який побудований у 1989-1992 роках в ретро-класичному стилі.  Стадіон

## Розташування стадіону
Бейсбольний стадіон розташований в діловій частині міста Балтімор, в декількох кварталах від Іннер Харбор у спортивному комплексі Кемден-Ярдс. 

## Вебсайт стадіону
У 2012 році на честь двадцятиріччя стадіону було створено вебсайт CamdenYards20.com  Вебсайт стадіону. 